# Boeing 929 Jetfoil
Boeing 929 Jetfoil je razred gliserjev, ki jih je zasnoval ameriški Boeing, ki je pri snovanju uporabil tehnologijo iz reaktivnih letal. Največja hitrost je okrog 80 km/h. Moč za pogon vodnih reaktivnih motorjev zagotavlja plinska turbina. Gliser lahko prevaža do največ 400 potnikov. Zgrajeno je bilo okrog 45 plovil, ki se uporabljajo po vsem svetu.